# USS Waldron (DD-699)
O USS Waldron (DD-699) foi um Destroyer norte-americano que serviu durante a Segunda Guerra Mundial.

## Comandantes
| Comandante                 | Data                                  |
| -------------------------- | ------------------------------------- |
| Cdr. George Edward Peckham | 7 de Junho de 1944 - Novembro de 1945 |